# Ierse parlementsverkiezingen 2002
De Ierse parlementsverkiezingen in 2002 hadden plaats op 17 mei. Dit gebeurde nadat president Mary McAleese de Dáil Éireann had ontbonden op verzoek van premier Bertie Ahern. Dit gebeurde omdat de maximale termijn van vijf jaar van de 28e Dáil bijna verlopen was. Voor die tijd moeten er nieuwe verkiezingen worden uitgeschreven.

## Achtergrond
De verkiezingen verliepen succesvol voor Fianna Fáil. Zij bleven drie zetels verwijderd van een absolute meerderheid. De coalitie van deze partij samen met de Progressieve Democraten behaalde wel een meerderheid. Het was de eerste keer sinds 1969 dat een zittende coalitie kon doorgaan. De Fine Gael daarentegen zag een groot deel van haar aanhang verdwijnen. Zij behield nog 31 van 54 zetels. Direct daarna kondigde partijleider Michael Noonan zijn aftreden aan. Hij werd opgevolgd door Enda Kenny. Van het verlies van Fine Gael profiteerden onder andere de Labour-partij, de Groene Partij en Sinn Féin. Ook werd er opvallend hoog aantal onafhankelijke kandidaten gekozen.

## Uitslag
| Partij                | Stemmen | %    | ±%    | zetels | verschil |
| --------------------- | ------- | ---- | ----- | ------ | -------- |
| Fianna Fáil           | 770.800 | 41,5 | ▲ 2,2 | 81     | ▲ 4      |
| Fine Gael             | 417.700 | 22.5 | ▼ 5,4 | 31     | ▼ 23     |
| Irish Labour Party    | 200.100 | 10,8 | ▼ 2,1 | 20     | ▼ 1      |
| De Groenen            | 71.500  | 3,8  | ▲ 1,0 | 6      | ▲ 4      |
| Progressive Democrats | 73.600  | 4,0  | ▲ 1,3 | 8      | ▲ 4      |
| Sinn Féin             | 121.000 | 6,5  | ▲ 3.9 | 5      | ▲ 4      |
| Socialistische Partij | 14.900  | 0,8  | ▲ 0,1 | 1      | 0        |
| Overigen              | 12.100  | 0,7  | ▼ 1,5 | 0      | 0        |
| Onafhankelijken       | 176.300 | 9,5  | ▲ 2,6 | 13     | ▲ 7      |
| Totaal                |         | 100% |       | 166    |          |